# Taranto
Tarent (italiană Taranto, latină Tarentum) este un oraș, capitala provinciei cu același nume situat lângă golful Tarent din Marea Ionică, în regiunea Regiunea Puglia (Apulia) din sud estul Italiei. Orașul este numit ca orașul de la două  mări (Mar Grande), Marea Mediterană și laguna (Mar Piccolo), fiind despărțite de o insulă mică. Tarentul are o industrie metalurgică, textilă și petrochimică dezvoltată. Provincia are 29 de localități, ocupația locuitorilor fiind în special agricultura, pescuitul, creșterea stridiilor.

## Orașe înfrățite
Sunt 5 orașe înfrățite cu Taranto:
- Sparta, Grecia
- Brest, Franța din  1964
- Donetsk, Ucraina din  1985
- Alicante, Spania din  2010
- Islamabad, Pakistan din  2010

## Personalități marcante
- Cosima Coppola, actriță
- Cosimo Damiano Lanza, pianist, clavecinistă și compozitor

## Demografie
Taranto - evoluția demografică

|  | Graficele sunt indisponibile din cauza unor probleme tehnice. Mai multe informații se găsesc la Phabricator și la wiki-ul MediaWiki. |

Date: Recensăminte sau birourile de statistică - grafică realizată de Wikipedia